# Anna Carin Zidek
Anna Carin Zidek (nacida como Anna Carin Olofsson, Sveg, 1 de abril de 1973) es una deportista sueca que compitió en biatlón.
Participó en los Juegos Olímpicos de Turín 2006, obteniendo dos medallas: oro en la prueba de salida en grupo y plata en velocidad. Ganó seis medallas en el Campeonato Mundial de Biatlón entre los años 2005 y 2010.

## Palmarés internacional
| Juegos Olímpicos   | Juegos Olímpicos            | Juegos Olímpicos  | Juegos Olímpicos |
| Año                | Lugar                       | Medalla           | Prueba           |
| ------------------ | --------------------------- | ----------------- | ---------------- |
| 2006               | Turín (Italia)              | Medalla de oro    | Salida en grupo  |
| 2006               | Turín (Italia)              | Medalla de plata  | Velocidad        |
| Campeonato Mundial |                             |                   |                  |
| Año                | Lugar                       | Medalla           | Prueba           |
| 2005               | Hochfilzen (Austria)        | Medalla de plata  | Salida en grupo  |
| 2007               | Anterselva (Italia)         | Medalla de oro    | Relevo mixto     |
| 2007               | Anterselva (Italia)         | Medalla de plata  | Velocidad        |
| 2007               | Anterselva (Italia)         | Medalla de bronce | Persecución      |
| 2009               | Pyeongchang (Corea del Sur) | Medalla de plata  | Relevo mixto     |
| 2010               | Janty-Mansisk (Rusia)       | Medalla de bronce | Relevo mixto     |